# Droits LGBT en Bolivie
La diversité sexuelle en Bolivie n'est pas punie par la loi dans ce pays interdisant constitutionnellement toute discrimination fondée sur l'orientation sexuelle ou l'identité de genre. L'article 14 (II) de la Constitution bolivienne, mis en œuvre en février 2009, interdit et punit la discrimination fondée sur l'orientation sexuelle et l'identité de genre. Néanmoins, les rapports de discrimination contre les personnes LGBT ne sont pas rares. En 2017, le Médiateur bolivien a signalé que 64 personnes LGBT avaient été assassinées dans le pays cette année-là, dont seulement 14 cas avaient fait l'objet d'une enquête et aucun n'avait abouti à une condamnation. L'homosexualité reste encore un sujet tabou dans les communautés autochtones boliviennes.

## Législations et droits
Les relations homosexuelles sont légales depuis 1832.

### Reconnaissance des couples de même sexe
Les couples homosexuels ne bénéficient d'aucune reconnaissance légale.
En 2017, la Cour interaméricaine des droits de l'homme a demandé aux pays d'Amérique de reconnaître le mariage homosexuel,. En 2020, la Bolivie reconnait une union civile entre deux personnes du même sexe, pour la première fois de son histoire. Il s'agit de la première reconnaissance du genre pour un couple de même sexe, après une longue bataille judiciaire,,.
En 2023, la Bolivie reconnait l'union des personnes du même sexe.

## Protections contre les discriminations
L'article 14 (II) de la Constitution bolivienne de 2009 interdit et punit les discriminations fondées sur l'orientation et l'identité de genre.
La Bolivie a signé la résolution des Nations unies du 30 juin 2016 pour la protection contre les violences et les discriminations en raison de l'orientation et de l'identité de genre.

## Droit de changer de genre
Une loi pour changer légalement de genre est passée en 2016.

## Tableau récapitulatif
| Dépénalisation de l’homosexualité                                                   | Depuis 1832                |
| Majorité sexuelle identique à celle des hétérosexuels                               | Depuis 1832                |
| Interdiction de la discrimination liée à l'orientation sexuelle à l'embauche        | Depuis 2009                |
| Interdiction de la discrimination liée à l'identité de genre dans tous les domaines | depuis 2009                |
| Interdiction des crimes de haine contre les LGBT                                    | depuis 2010                |
| Mariage civil                                                                       | Non                        |
| Reconnaissance des couples homosexuels                                              | depuis 2023                |
| Adoption conjointe dans les couples de personnes de même sexe                       | Non                        |
| Adoption coparentale par les couples homosexuels                                    | Non                        |
| Adoption par une personne homosexuelle célibataire                                  | Oui                        |
| Droit pour les gays de servir dans l’armée                                          | Depuis 2015                |
| Droit de changer légalement de genre                                                | depuis 2016                |
| Interdiction de thérapies de conversion pour les mineurs                            | Non                        |
| Gestation pour autrui pour les gays                                                 | Information non disponible |
| Accès aux FIV pour les lesbiennes                                                   | Non                        |
| Autorisation du don de sang pour les HSH                                            | depuis 2019                |